# 特羅斯強奇克
48°31′4″N 29°22′11″E / 48.51778°N 29.36972°E
特羅斯強奇克（烏克蘭語：Тростянчик），是烏克蘭的村落，位於該國西南部文尼察州，由海辛區負責管轄，始建於1700年，面積3.22平方公里，海拔高度149米，2001年人口1,639，人口密度每平方公里509.01人。